# Ейми Кауфман
Ейми Кауфман (на английски: Amie Kaufman) е австралийска писателка, авторка на бестселъри в жанровете фентъзи и научна фантастика.

## Биография и творчество
Ейми Кауфман е родена в Мелбърн, Австралия. Има сестра. Израства в Мелбърн и Ирландия. Завършва с отличие с бакалавърска степен по ирландска история, английска литература и по право (експертни доказателства). По-късно получава магистърска степен по психология и разрешаване на конфликти. След дипломирането си работи седем години като медиатор в НАСА. Прави докторантура по творческо писане.
Първият ѝ роман „These Broken Stars“ от поредицата „Звездни връзки“ е публикуван през 2013 г. в съавторство с писателката Меган Спунър. Лайлак е дъщеря на най-богатия човек в света, а Тарвър е прочут, но беден по произход войник. Далеч в бъдещето, те са на космически кораб, който катастрофира и те попадат на непозната планета, където трябва да се борят за оцеляването си. Романът става бестселър и я прави известна. Първите два романа от поредицата са номинирани за наградата „Ауреалис“.
През 2015 г. е издаден първият ѝ роман „Илумине: досието Illuminae_01“ от фантастичната поредица „Илумине“ написана в съавторство с австралийския писател Джей Кристоф. Годината е 2575, а главните герои Кейди и Езра са бивши приятели, когато две конкурентни мегакорпорации започват война за зелената им планета намираща се в края на Вселената, и те са принудени заедно да се промъкнат с бой към совалките за евакуация. Историята е представена под формата на имейли, схеми, военни досиета, медицински доклади, интервюта и разкази, и описва преобърнатите съдби, човешкия кураж и цената на истината в един далечен свят. Книгата става бестселър и печели наградата „Най-добра научна фантастика“ за 2015 г. и наградата „2016 Gold Ink“ за най-добра юношеска литература. Правата за екранизирането ѝ са закупени от компанията „Plan B Entertainment“. Поредицата е международен бестселър, а първата и втората част от трилогията печелелят наградата „Ауреалис“ за най-добра научна фантастика" за 2015 и 2016 г.
През 2018 г. е издаден първият ѝ роман „Unearthed“ (Извън земята) от едноименната поредица в съавторство с Меган Спунър. Главните герои Джулс Адисън и Амелия Радклиф се отправят към открита планета, където откриват тайните на древна, отдавна изчезнала цивилизация. Но там има нещо, което може да унищожи човешката раса. Книгата е бестселър, а филмовите права са придобити от „Кълъмбия Пикчърс“.
Ейми Кауфман живее със семейството си в Мелбърн.

## Произведения

### Серия „Звездни връзки“ (Starbound) – с Меган Спунър
1. These Broken Stars (2013)
2. This Shattered World (2014)
3. Their Fractured Light (2015)

### Серия „Илумине“ (Illuminae Files) – сДжей Кристоф
1. Illuminae (2015)
Илумине: досието Illuminae_01, изд.: „Егмонт България“, София (2016), прев. Александър Маринов
2. Gemina (2016)
Гемина: Досието Illuminae_02, изд.: „Егмонт България“, София (2018), прев. Александър Маринов
3. Obsidio (2018)

### Серия „Отворен“ (Unearthed) – с Меган Спунър
1. Unearthed (2018)
2. Undying (2019)

### Серия „Духове“ (Elementals)
1. Ice Wolves (2018)
2. Scorch Dragons (2019)

### Серия „Аврора“ (Aurora) – с Джей Кристоф
1. Aurora Rising (2019)
2. Aurora Burning (2020)

### Разкази
- One Small Step ... (2017) в сборника „Begin, End, Begin“ – награда за юношеска фантастика